# Goodbye My Lover
Singles de James Blunt
You're Beautiful
(2005) No Bravery
(2006)
Pistes de Back to Bedlam
Wisemen Tears and Rain
Goodbye My Lover, quatrième single extrait de l'album Back to Bedlam, est considéré comme l'un des plus gros succès de James Blunt. Il est sorti le 16 novembre 2005.
La chanson a été écrite par James Blunt et Sacha Skarbek et produite par Tom Rothrock et Jimmy Hogarth. Quatrième single extrait de Back to Bedlam, c'est le second à atteindre le top dix aux États-Unis tout comme en Suède, en Australie et en France.
Cette chanson est aussi la première chanson choisie en Angleterre pour les enterrements.

## Le clip
Le clip de Goodbye My Lover a été réalisé par Sam Brown et tourné à Los Angeles. Dans ce clip on voit James Blunt assis sur le lit d'une chambre peu éclairée repensant à une ancienne relation. Dans cette même pièce, celle qui semble être son ex-copine est avec un autre homme alors que la pièce est elle éclairée par la lumière du jour. 
La jeune femme du clip est jouée par l'actrice britannique Mischa Barton et le jeune homme par l'acteur américain Matt Dallas respectivement connus pour leurs rôles dans Newport Beach et Kyle XY.